# László Tőkés
László Tőkés ([ˈlaːsloː], [ˈtøːkeːʃ ], né le 1er avril 1952 à Cluj, ville transylvaine du nord-ouest de la Roumanie, est un pasteur réformé et homme politique roumano-hongrois qui milite pour l'autonomie des Hongrois de Roumanie. Il est à l'origine de la Révolution roumaine de 1989 qui conduit à la chute de Nicolae Ceaușescu et à la fin de l'ère communiste.

## Biographie
László Tőkés est le fils de Tőkés István (hu) (1916-2015), pasteur protestant, professeur de théologie, rédacteur en chef et le petit-fils de József Tőkés (hu) (1884-1951), écrivain, lexicographe et doyen de l'Église réformée de Transylvanie. 
Une tentative de le muter de son poste d'assistant pasteur à Timișoara et de l'expulser de force de son église est un élément déclencheur des manifestations du début de la Révolution roumaine de 1989. Le 17 décembre 1989, deux jours après le début des rassemblements de soutien au pasteur Tőkés, le dictateur Nicolae Ceaușescu donne l'ordre de tirer sur les protestataires. Une soixantaine d'entre eux sont tués et plus de 2.000 blessés. Le 21 décembre 1989, les manifestations gagnent Bucarest, quelque 550 kilomètres plus à l'est. Le 22, Ceaușescu et sa femme Elena tentent de s'enfuir à bord d'un hélicoptère avant d'être arrêtés, jugés sommairement et exécutés le 25 décembre. La Révolution aboutit à la chute de Ceaușescu et à la fin de l'ère communiste en Roumanie,,. 
László Tőkés est évêque de l'Église réformée de Roumanie du diocèse de pe lângă Piatra Craiului (diocèse d'Oradea, en hongrois Királyhágómellék) en Transylvanie de 1989 à 2009. Ancien président honoraire de l'Union démocrate magyare de Roumanie, il est le cofondateur et président du Conseil national des magyars de Transylvanie (en hongrois : Erdélyi Magyar Nemzeti Tanács). 
Lors des élections européennes de novembre 2007 en Roumanie, il est le seul candidat indépendant. Le seuil requis pour être élu en tant que candidat indépendant est inférieur (1/35 des suffrages, puisque le pays élit 35 députés) à celui des partis politiques (5 % des suffrages). László Tőkés est élu avec 3,43 % des suffrages. Il siège alors au groupe Verts/ALE. Lors des élections européennes de 2009, il est élu sur la liste Union démocrate magyare de Roumanie. Comme les deux autres élus de cette liste, il siège au groupe du Parti populaire européen (PPE). Il fut vice-président du Parlement européen de 2010 à 2012. 
Lors des élections européennes de 2014, László Tőkés, candidat sur la liste du Fidesz hongrois, est réélu au Parlement européen. Il est alors désigné vice-président de la sous-commission des droits de l'homme du Parlement européen.
En mars 2016, la distinction de chevalier de l'ordre de l'Étoile de Roumanie qu'il avait reçue en 2009 pour son rôle dans la Révolution roumaine lui est retirée pour « contestation du caractère d'État-nation un et indivisible de la Roumanie », en raison de sa demande à Viktor Orbán assis près de lui, lors de l'Université d'été de Bálványos à Băile Tușnad en 2013, que « la Hongrie joue le rôle de puissance protectrice pour la Transylvanie comme l'Autriche l'a fait pour le Tyrol du Sud ». 

## Publication
- László Tőkés, Avec Dieu, pour le peuple, 1992